# Чарлі Девід
Чарлі Девід (Чарлз Девід Любінецький; нар. 9 серпня 1980, Реджайна, Канада, Канада) — канадський актор, сценарист, режисер та продюсер, найбільш відомий за головну чоловічу роль у ЛГБТ-серіалі жахів «Бухта Данте». Працював телеведучим у низці шоу, таких як F.Y.E!, SpyTV, Bump! та Crash Test Mommy.
Є власником «Border2Border Entertainment», продюсерської компанії, що займається кіно-, телевізійними, цифровими медіа- та аудіопроєктами.

## Життєпис
Народився e Реджайні, Саскачеван, виріс у Йорктоні. Має польське походження. У старшій школі Девід брав участь у музичному гурті «Saskatchewan Express», гастрольному молодіжному шоу. У 2000 році закінчив Канадський коледж виконавських мистецтв у Вікторії, Британська Колумбія.
Був співзасновником бойз-бенду «4Now», у якому грав на фортепіано. Гурт виступав по всій Канаді та Сполучених Штатах та був на розігріві таких виконавців, як Destiny's Child, The Black Eyed Peas та Pink. Гурт випустив два записи. Дерек Джеймс, який пізніше зіграв разом з Девідом у фільмі «Маллігани», також був у гурті.
Згодом Девід зайнявся веденням програм та акторською майстерністю. Був ведучим «E! Television», «NBC», «OUTtv», «here! TV», «Pink TV», «EGO» та «Life Network» у таких шоу, як «F.Y.E!» (2002, «SpyTV» (2001), «Bump!» (2005-2012) та у фільмі «Матуся-учасникка краш-тесту» (2004–2005).
З'явився у міні-серіалі «Термінальне місто» (2005) та отримав роль другого плану у гей-фільмах «Слово з чотирьох літер» (2007) та «Поцілуй наречену» (2008). Зіграв головного героя Тобі у ЛГБТ-серіалі жахів ««Бухта Данте»». Його персонаж було показано у моногамних та люблячих стосунках зі своїм хлопцем Кевіном (Грегорі Майкл). Девід відмічав в інтерв'ю: «Що було привабливим [у цій ролі], так це те, що я міг зобразити гей-стосунки, в яких не завжди щоночі з'являється інший хлопець. Багато геїв та лесбійок прагнуть – і мають – люблячі стосунки, в яких ми дуже віддані одне одному. Я думаю, що саме це Тобі привносить у шоу. Він є свого роду голосом розуму та має чітку відданість своєму хлопцеві».
Є відкритим геєм в особистому житті та кар'єрі.
пише романи та сценарії. Зіграв головну роль у фільмі «Маллігани», прем'єра якого відбулася на кінофестивалі Inside Out Film and Video Festival у Торонто у травні 2007 року. «Маллігани» досліджують тему того, що відбувається з людьми та їхніми сім'ями, коли молодий чоловік та батько його друга «розкриваються».
Окрім сценарію до «Малліганів», Девід також опублікував новелізацію фільму (2009, ISBN 978-1928662198), а також роман «Хлопчик у польоті» (2009, ISBN 9781928662181) та збірку оповідань «Країна тіней» (2010, ISBN 978-0982767603). Зіграв головну роль у незалежному фільмі «Поцілунок Юди» в ролі Закарі Веллса, невдалого режисера, який повертається до своєї своєрідної альма-матер, де зустрічає себе молодшим та отримує шанс змінити своє проблемне минуле, щоб уникнути тривожного майбутнього.
У 2012 та 2013 роках Девід виступив продюсером документальних фільмів: «Я стриптизер», який він також написав і зрежисував, та «Позитивна молодь» про молодих людей, які живуть з ВІЛ. У 2016 році зрежисував та спродюсував документальний фільм «Я порнозірка: Gay4Pay» – стрічка про гетеросексуальних чоловіків, які стають геями за плату, та відповідають на запитання: «Що мотивує гетеросексуальних чоловіків зніматися в гей-порно?» та «Чому геї можуть відштовхуватися, якщо чоловік на екрані виглядає, звучить або поводиться так, що можна ідентифікувати як квір?».
Живе у Монреалі зі своїм партнером Патріком Вейром.

## Фільмографія

### Актор
| Рік         | Назва        | Оригінальна назва                  | Роль           | Прим.      |
| ----------- | ------------ | ---------------------------------- | -------------- | ---------- |
| 2002        |              | Holy Terror                        | David          |            |
| 2002        |              | Time Machine: St. Peter – The Rock | St. James      | TV фільм   |
| 2003        |              | The Sparky Chronicles: The Map     | Hippie         |            |
| 2004        |              | Is He...                           | Jake           |            |
| 2005        |              | Reefer Madness: The Movie Musical  | Male Dancer    |            |
| 2005        |              | Playing the Role                   | The Actor      |            |
| 2005        |              | Terminal City                      | Rick           | TV серіал  |
| 2005 – 2007 | Бухта Данте  | Dante's Cove                       | Toby           | TV серіал  |
| 2006        |              | The L Word                         | Speed Dater    | TV серіал  |
| 2006        |              | Godiva's                           | Attractive Man | TV серіал  |
| 2006        |              | Ugly Betty                         | Scott          | TV серіал  |
| 2007        |              | A Four Letter Word                 | Stephen        |            |
| 2007        |              | Kiss the Bride                     | Joey           |            |
| 2008        | Маллігани    | Mulligans                          | Chase Rousseau |            |
| 2010        |              | 2 Frogs in the West                | Brett          |            |
| 2010        |              | Judas Kiss                         | Zachary Wells  |            |
| 2014        |              | More Scenes from a Gay Marriage    |                |            |
| 2015        |              | Paternity Leave                    | Ken            |            |
| 2018        | Країна тіней | Shadowlands                        | Rudy           | 2-й епізод |
| 2019        |              | Fak Yaass                          | Cousin #1      |            |

### Продюсер
- 2004 — Is He... (короткометражний) (associate producer)
- 2008 — Mulligans (executive producer, producer)
- 2008 — For My Wife... (documentary) (executive producer)
- 2009 — Beyond Gay: The Politics of Pride (documentary) (executive producer)
- 2009–2012 — Bump! (TV series) (associate producer)
- 2011 — Judas Kiss (executive producer)
- 2012 — Positive Youth (writer, director, producer)
- 2013 — I'm a Stripper (writer, director, producer)
- 2013 — I'm a Porn Star
- 2016 — I'm a Porn Star: Gay4Pay (director, producer)
- 2018 — Drag Heals (director, producer)

## Нагороди
У 2005 році журнал «Out» відзначив Девіда як одного зі «100 найкращих авторів» за видатний внесок у гей-культуру.